# Tamames (kommunhuvudort)
Tamames är en kommunhuvudort i Spanien.   Den ligger i provinsen Provincia de Salamanca och regionen Kastilien och Leon, i den centrala delen av landet, 200 km väster om huvudstaden Madrid. Tamames ligger 902 meter över havet och antalet invånare är 984.
Terrängen runt Tamames är platt åt nordväst, men åt sydost är den kuperad. Runt Tamames är det mycket glesbefolkat, med 6 invånare per kvadratkilometer. Närmaste större samhälle är La Alberca, 18,7 km söder om Tamames. Trakten runt Tamames består i huvudsak av gräsmarker.